# Fairview (Missouri)
Fairview è una città degli Stati Uniti d'America, situata nello Stato del Missouri e in particolare nella Contea di Newton.
Si estende su una superficie di 1.22 km². Nel 2010 contava 383 abitanti.